# Харалд II
Харалд II Сивия плащ (на старонорвежки: Haraldr gráfeldr; на норвежки: Harald Gråfell, произношение на български: Харал Грофел), (ок.935-ок. 970) е третият син на Ейрик Кървавата брадва и датската принцеса Гунхилда Гормсдотир. След смъртта на баща си Харалд заедно с майка си и братята си заминава за Оркнейските острови, а по-късно се премества в Дания, където крал Харолд Синезъбия, който е негов вуйчо, го възпитава като собствен син и по всякакъв начин му помага във военните походи срещу Хокон I Добрия.
В 961 г. в битката при Фитяр Харалд и братята му за пореден път са разбити от Хокон I, но този път късметът все пак е на тяхна страна, защото Хокон е смъртоносно ранен и скоро умира от раните си. Това дава възможност на Харалд Сивия плащ да се възкачи на трона, но така и не успява да подчини цялата страна.
Около 970 г. Харолд Синезъбия поканва Харолд Сивия плащ да отиде в Дания като обещава да му дари земите, които той по-рано владеел с братята си. Въпреки че се опасява от измама, Харолд Сивия плащ все пак се отправя натам с три бойни кораба. Датският крал го очаква с девет кораба и между двамата се завързва сражение, в което Харолд Сивия плащ пада убит.